# La Phobie d'Homer
Vous lisez un « article de qualité » labellisé en 2017.
La Phobie d'Homer (Homer's Phobia en version originale) est le quinzième épisode de la huitième saison de la série télévisée d'animation Les Simpson. L'épisode est diffusé pour la première fois aux États-Unis le 16 février 1997 sur la Fox. Dans cet épisode, alors que la famille se fait un nouvel ami, John, Homer s'éloigne de lui après avoir découvert qu'il était gay. Il craint que John ait une mauvaise influence sur son fils Bart et décide de garantir l'hétérosexualité de Bart en l'emmenant à la chasse.
Il s'agit du premier épisode écrit par Ron Hauge et il est réalisé par Mike B. Anderson. George Meyer propose « Bart l'homo » comme idée initiale pour l'épisode alors que les auteurs-producteurs Bill Oakley et Josh Weinstein prévoient un épisode dans lequel Lisa « découvre les joies du camp ». Oakley et Weinstein combinent les deux idées et l'épisode devient finalement La Phobie d'Homer. Les censeurs de la Fox trouvent initialement que l'épisode est inapproprié à la diffusion télévisée à cause de son sujet controversé, mais cette décision est annulée après un renouvellement du personnel de la Fox. John Waters, réalisateur ouvertement gay, fait son apparition en tant que vedette invitée en prêtant sa voix au personnage de John.
La Phobie d'Homer est le premier épisode de la série ayant pour thème principal l'homosexualité et reçoit des critiques positives pour son humour et ses messages contre l'homophobie. L'épisode remporte quatre récompenses, dont un Emmy Award pour le meilleur programme d'animation de moins d'une heure et un prix GLAAD Media dans la catégorie du meilleur épisode de série télévisée.

## Synopsis
Après que Bart a détruit la machine à laver en organisant un loto, la famille Simpson doit payer la facture de gaz avec leurs économies. N'ayant plus de quoi payer, Marge décide finalement de vendre ce qu'elle juge comme une antiquité : une statuette de soldat de la guerre de Sécession ayant appartenu à sa grand-mère.
Se rendant avec sa famille dans un magasin d'antiquités, elle cherche à la vendre en mettant en avant ces arguments. Le vendeur, John, affirme qu'il ne s'agit que d'une bouteille de whisky des années 1970 et le prouve en ôtant le casque de la statuette qui s'avère être le bouchon. Désappointée, Marge déclare qu'au moins, cela « fera toujours une statuette pour commémorer l'alcoolisme caché de grand-mère ». Homer cherche à négocier en mettant en avant l'inutilité de presque tous les produits mis en vente en rayon, mais l'antiquaire réplique en affirmant que seul le côté kitsch des objets compte. Intéressé, Homer l'invite à venir à la maison, car, d'après lui, elle est remplie « de cochonneries qui ont de la valeur ». John accepte.
Après avoir fait le tour du propriétaire, John fait la conversation en tutoyant Homer, et amuse la famille, s'émerveillant de tout. Après son départ, Homer est très content, mais Marge, de par quelques manières de John, a compris son homosexualité qu'elle accepte parfaitement. Homer n'ayant rien saisi, elle tente de lui expliquer, et lorsque enfin il se rend compte de la chose, sa réaction est des plus violentes. Il fustige John et tous les gens qui lui ressemblent. Le lendemain il refuse catégoriquement d'accompagner sa famille à une excursion dans le quartier en voiture. Il est aussi très mécontent lorsqu'ils en reviennent, enchantés et rieurs. Homer a notamment peur pour son fils : Bart se met à avoir un comportement étrange, rappelant furieusement celui de John et des stéréotypes gays. Il porte des chemises à fleurs, mange des boules de coco roses, danse sur un air de Betty Everett, s'affuble d'une perruque et d'un nœud rose, etc. Homer décide dès lors de tout mettre en œuvre pour remettre son fils sur le chemin de l'hétérosexualité.
Homer fait regarder à Bart une affiche publicitaire de cigarettes montrant des femmes en tenue légère dans le but qu'il soit attiré par les filles, mais Bart a plutôt envie de fumer. Homer l'emmène également dans une aciérie pour lui faire voir « le véritable Américain moyen faire ce qu'il fait le mieux ». À la surprise d'Homer, tous les employés de l'aciérie sont homosexuels. Homer, qui craint toujours que Bart devienne gay, décide de l'amener à la chasse avec Moe et Barney. Ne trouvant aucun chevreuil, ils vont au « Village du Père Noël » pour chasser des rennes dans l'enclos, mais Bart n'a pas l'intention de les tuer. Finalement, les rennes s'attaquent au groupe. John, avec l'aide de Marge et Lisa, utilise un robot japonais à l'apparence de Père Noël pour faire peur aux rennes et sauver Homer, Bart, Moe et Barney. Homer accepte John comme il est et dit à Bart, qui n'est toujours pas au courant des préoccupations de son père, qu'il l'acceptera peu importe la façon dont il choisira de vivre. Après que Lisa a dit à Bart qu'Homer croit qu'il est gay, il est surpris.
Juste avant le générique de fin, un message dédié aux ouvriers américains apparaît : « Continuez à essayer d'atteindre l'arc-en-ciel ! ».

## Production

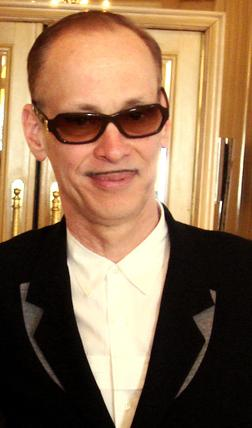
John Waters prête sa voix au personnage de John.

Le concept initial pour cet épisode vient des quelques lignes écrites par George Meyer qu'il intitule Bart l'homo. Ron Hauge est choisi pour écrire l'épisode, avec l'histoire découlant de ces lignes. L'idée d'inviter le réalisateur John Waters au doublage est envisagée depuis un moment. Plusieurs personnes de l'équipe de la série admirent son travail, et les auteurs-producteurs Bill Oakley et Josh Weinstein prévoient de l'utiliser pour un épisode appelé Lisa and Camp qui impliquerait le personnage de Lisa « découvrant les joies du camp ». Cet épisode vient donc de l'idée des auteurs-producteurs qui consiste à combiner celle de Meyer et la leur. L'épisode devait s'intituler au départ Bart Goes to Camp, mais ils abandonnent ce titre trouvant le jeu de mots trop confus. Mike B. Anderson, le réalisateur de cet épisode, évoque au journal Gold Coast Bulletin : « Quand j'ai lu le script, j'ai été enthousiasmé, pas seulement à cause des possibilités visuelles, mais aussi parce que l'histoire était très solide. C'était engageant et surprenant, et j'ai vraiment mis tout mon cœur dans cet épisode. »,.
John Waters accepte immédiatement l'invitation pour prêter sa voix dans cet épisode, déclarant que si l'actrice Elizabeth Taylor qui a prêté sa voix pour les épisodes Le Premier Mot de Lisa et Krusty, le retour de la quatrième saison, avait trouvé cela bien, ce serait assez bien pour lui également. Il plaisante, en jurant de se plaindre si son personnage ressemble au sportif Richard Simmons. Il a déclaré dans une interview en 2017 que l'équipe de production a fait appel à lui avec l'« l'idée que son personnage introduise la vie gay dans une maison qui ne connaissait rien à la question »,. Le design du personnage de John est largement basé sur l'apparence de Waters. Pour des raisons d'animation, la moustache de John est courbée plutôt que toute droite, afin que cela ne semble pas être une erreur,. Pour le remercier de sa performance, l'équipe de la série offre à Waters un celluloïd de l'épisode qu'il décide de laisser désormais dans son bureau.
Selon Bill Oakley, la Fox s'est opposée à la diffusion de l'épisode. La procédure normale consiste à envoyer le script d'un épisode au censeur et ce dernier envoie en retour une liste des lignes et des mots qui doivent être remplacés. Le script est revenu avec deux pages de notes à propos de quasiment toutes les répliques. L'utilisation du mot « gay », et même le débat autour de l'homosexualité en général, ne plaît pas aux censeurs. Les deux pages se concluent par un paragraphe indiquant que « le sujet et la substance de cet épisode sont impossibles à diffuser ». Généralement, les notes de censure sont ignorées, car les lignes jugées offensantes sont réglées après l'animation de l'épisode. Dans ce cas, tout l'épisode est considéré comme un problème et ne peut donc pas être réglé de cette façon. L'équipe demande à Waters s'il pense que cet épisode serait offensant pour la communauté gaie. L'utilisation du mot « fag » (« pédé ») que Homer utilise pour insulter John est le seul problème pour Waters, le scénariste décide donc de le changer pour « queer » (traduit par « pédale » en version française),. Alors que l'épisode revient des studios d'animation en Corée du Sud, le président de la Fox se fait licencier et remplacer, tout comme les censeurs. Finalement, les nouveaux censeurs rendent l'épisode avec une seule annotation : « diffusion possible »,.
La scène de l'« aciérie gaie » est écrite par Steve Tompkins. Ce dernier propose d'abord que Homer et Bart se rendent sur des docks, mais cela demanderait trop de travail pour animer des navires avec des cargaisons, donc l'aciérie est préférée. Tompkins écrit également un troisième acte pour l'épisode qui n'a jamais été produit. Au lieu de Homer, Bart, Barney et Moe allant à la chasse au chevreuil et finissant au « Village du Père Noël », ils retournent dans l'aciérie et là-bas, Homer veut prouver son hétérosexualité en participant à une compétition de tracteur pulling humain avec certains ouvriers de l'aciérie. Cette idée est déclinée par l'équipe de la série qui déclare que « cela ne sert pas l'histoire » et elle est abandonnée.

### Classement et récompenses

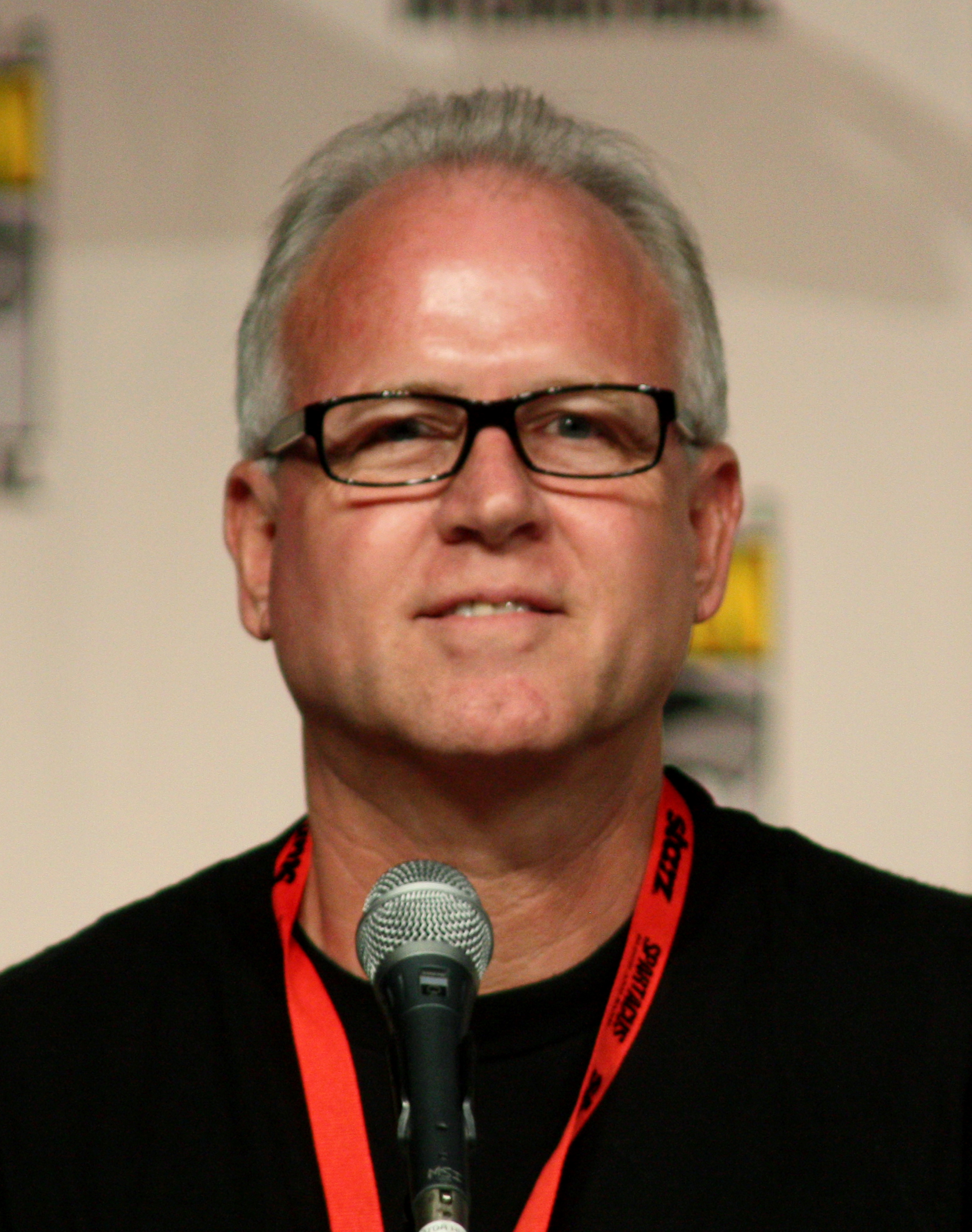
Le réalisateur Mike B. Anderson remporte deux récompenses pour cet épisode.